# Celluloïd (dessin animé)
Pour les articles homonymes, voir Celluloïd, Celluloïd (label), Cello et Cellulo (émission de télévision).
Le cello, cellulo, ou celluloïd (セル画, seruga en japonais, cel en anglais) est une feuille transparente d'acétate de cellulose sur laquelle on peint à la main les éléments en mouvement d'un dessin animé effectué en animation traditionnelle. Grâce à la transparence de ces feuilles, on peut superposer plusieurs cellos et créer des scènes complexes sans devoir redessiner chaque fois les éléments statiques situés à l'arrière-plan.
À l'origine, le cellulo était composé de véritable celluloïd, un mélange de nitrate de cellulose et de camphre. Bien qu'utilisé pendant toute la première moitié du 20e siècle, il était hautement inflammable et fut progressivement remplacé par l'acétate de cellulose.

## Historique
À l'origine, les dessins animés étaient réalisés sur papier et les œuvres des pionniers de l'animation tels qu'Émile Cohl (en 1908) et Winsor McCay (en 1911) étaient réalisées sur ce support. Cependant, l'opacité du papier ne permettait pas de conserver les parties immobiles du dessin en leur superposant les parties animées.
En 1913, Raoul Barré, un animateur canadien, met au point un système de repérage des dessins : la règle à tenons (peg bar en anglais). Les feuilles de papier sont perforées en haut ou en bas du dessin, et ces perforations s'adaptent très exactement aux tenons métalliques d'une règle. Les dessins, enregistrés image par image, ne sont donc jamais décalés les uns par rapport aux autres.
Par la suite, vers 1914, les Américains Earl Hurd et John Randolph Bray mettent au point la technique d'animation sur cellulo consistant à dessiner directement sur une feuille de plastique transparent les éléments destinés à être animés, les couleurs étant peintes au verso. Ces éléments, posés sur un dessin de fond statique, sont les seuls à être modifiés. Cette technique réduit le nombre de fois qu'une image animée doit être redessinée et — la règle à tenons étant maintenant fixée aussi bien sur la table de travail des animateurs, des encreurs et des coloristes que sur le plateau de prise de vue — permet aux studios de répartir le processus de production entre différentes équipes spécialisées.
Cette « chaîne de montage » permettant de produire des films de manière beaucoup plus rapide et rentable, tous les grands studios américains comme ceux de Disney, MGM, Warner et Hanna Barbera l'utilisèrent et y ajoutèrent parfois leurs propres perfectionnements (décors en trois dimensions par les frères Fleischer, usage de la caméra multiplane par Walt Disney… ). Mais pour l'essentiel, la technique reste la même : il s'agit toujours de tracer à l'encre les formes qui seront ensuite mises en couleur au verso.
Traditionnellement, les contours étaient donc encrés à la main, mais à partir des années 1960, ils furent presque exclusivement xérographiés. Une autre percée importante dans l'animation des cellos fut le développement de l'Animation Photo Transfer (APT) — vu pour la première fois dans Taram et le Chaudron magique, sorti en 1985 —, un système photographique qui peut transférer des lignes ou des blocs de couleurs solides sur des cellos. Utilisé également pour la fabrication des pochoirs de sérigraphie, le procédé repose sur des encres sensibles aux UV qui durcissent lorsqu'elles sont exposées à la lumière et adhèrent à la feuille de plastique, tandis que l'encre des zones non exposées est éliminée chimiquement de la feuille.
La technique des cellos a été abandonnée au début des années 2000, laissant la place aux techniques d'animation par ordinateur. Les studios Disney ont cessé de les utiliser en 1990 et au cours des quinze années suivantes, les autres grands studios d'animation les ont aussi abandonnés. Souvent jetés par les studios, ils sont désormais fortement recherchés par les collectionneurs et les maisons de vente aux enchères en vendent régulièrement.

### Histoire
- Olivier Cotte, 100 ans de cinéma d'animation : la fabuleuse aventure du film d'animation à travers le monde, Paris, Dunod, 2015, 405 p. (ISBN 978-2-100-72841-1, OCLC 930454577)